# Coriomeris humilis
Coriomeris humilis är en insektsart som först beskrevs av Philip Reese Uhler 1872.  Coriomeris humilis ingår i släktet Coriomeris och familjen bredkantskinnbaggar. Inga underarter finns listade i Catalogue of Life.